# Carina Wiese
Pour les articles homonymes, voir Wiese.
Carina Nicolette Wiese, née le 26 février 1968 à Dresde dans l'ex-RDA, est une actrice allemande.

## Biographie
Elle a étudié à Leipzig, à l'établissement d'enseignement supérieur de théâtre. Carina Wiese a joué dans Alerte Cobra le rôle de la secrétaire de la brigade et l'épouse de Semir Gerkhan en tant qu'Andrea Schäfer. En mai 2006, elle a été remplacée. Sa succession fut assurée d'abord par Martina Hill, puis par Daniela Wutte. Elle est revenue dans la série à la fin de l'année 2007.

## Filmographie partielle
- 2019 - 2020 : Dark : Franziska Doppler (1921)
- 2015 : Deutschland 83 : Ingrid Rauch
- 2013 : La Voleuse de Livres : Barbara Steiner
- 2010 : Fondu au noir (Satte Farben vor Schwarz) de Sophie Heldmann : Karoline
- 2005 : KussKuss : Katja
- 2006 : Die Wolke : Paula
- 2018 : Deutschland 86 : Ingrid Rauch
- 1997 - 2019 : Alerte Cobra (Alarm für Cobra 11 - Die Autobahnpolizei) : Andrea Schäfer
- 2002 - 2005 : Alerte Cobra : Team 2 : Andrea Schäfer

Elle a également fait une apparition dans la série télévisée allemande Le Clown dans l'épisode La tour en otage